# Гранд-тур (колоездене)
Гранд-тур в колоезденето е всяко едно от трите най-големи професионални многоетапни шосейни състезания в Европа: Обиколката на Италия, Обиколката на Франция и Обиколката на Испания. Трите обиколки имат подобен формат като са единствените триседмични състезания с еднодневни етапи. Те са със специален статут в правилата на UCI: за тях се дават повече точки за UCI World Tour и са единствените разрешени състезания с продължителност над 14 дни.  В трите обиколки освен генералното класиране се водят отделни класирания за катерачи, спринтьори, млади състезатели, отборно класиране както и други специфични за отделните обиколки. Победите в отделните етапи сами по себе си са изключително престижно постижение.
И трите състезания имат богата история. Обиколката на Франция се провежда от 1903 г., Обиколката на Италия от 1909 г., Обиколката на Испания от 1935 г. Обиколката на Франция е най-старата и най-престижната от трите и е най-посещаваното ежегодно спортно събитие в света.
Рекордьор по победи за генералното класиране е белгиецът Еди Меркс, който печели общо 11 пъти – по 5 пъти обиколките на Франция и Италия и един път на Испания. Втори е французинът Бернар Ино с 10 победи (5 във Франция, 3 в Италия и 1 в Испания). Нито един колоездач не е печелил и трите обиколки в един сезон а в рамките на цялата си кариера го правят само седем. Освен Еди Меркс и Бернар Ино списъкът включва италианците Феличе Джимонди, Винченцо Нибали, французина Жак Анкетил, испанеца Алберто Контадор и англичанина Крис Фрум.
По брой етапни победи рекордьор е Марк Кавендиш с 65.
В съвременния си вид трите големи обиколки се провеждат в три последователни седмици и обикновено включват по два почивни дни в началото на втората и третата седмица. Когато началните етапи са в друга държава понякога се добавя допълнителен почивен ден за да улесни придвижването. Етапите са предимно дълги над 100 км. с масов старт като според терена условно се разделят на равнинни, хълмисти и планински. Равнинните етапи почти винаги се печелят с финален спринт. Обикновено има поне един индивидуален и понякога отборен часовник.

## Правила на UCI
За гранд-тура действат специфични правила на UCI. Отборите са от 8 колоездача докато за всички други състезания са по 7. На състезателите се дават повече точки отколкото в други състезания. Победителят в Обиколката на Франция получава 1000 точки, победителите в обиколките на Италия и Испания по 850. Също така трите големи обиколки имат специален статут за продължителност между 15 и 23 дни докато всички останали състезания са ограничени до 14 дни. 

## Отбори
Исторически погледнато съществува противоречие около това кои отбори са канени да участват в дадена обиколка. Докато UCI обикновено предпочита професионални отбори с най-висок рейтинг, организаторите на отделните обиколки често предпочитат да канят отбори от собствената си държава. Между 2005 и 2007 г. организаторите са длъжни да канят всички ПроТур отбори, което им оставя само два отбора с уайлдкард на обиколка. През 2008 г. след многобройни допинг скандали някои отбори получават забрана за участие. През 2022 организаторите са задължени да гарантират участието на поне един отбор от категория UCI World Team или UCI Pro Team регистриран в страната която организира обиколката.

## Класирания
Генералното класиране се определя от натрупаното време от всички етапи. То понякога включва бонус секунди давани на първите няколко завършили в етапите с масов старт. Водят се отделни класирания за катерачи, спринтьори, млади състезатели и др. Петима колоездачи да печелили три индивидуални класирания достъпни за всички участници. Еди Меркс, Томи Ромингер, Ролан Жалабер, Марко Пантани и Тадей Погачар.

## Победители
| Година | Обиколка на Италия                                             | Обиколка на Франция                           | Обиколка на Испания                                |
| ------ | -------------------------------------------------------------- | --------------------------------------------- | -------------------------------------------------- |
| 1903   | стартира през 1909                                             | Морис Гарен                                   | стартира през 1935                                 |
| 1904   | стартира през 1909                                             | Анри Корне                                    | стартира през 1935                                 |
| 1905   | стартира през 1909                                             | Луи Трусейо                                   | стартира през 1935                                 |
| 1906   | стартира през 1909                                             | Рене Потийо                                   | стартира през 1935                                 |
| 1907   | стартира през 1909                                             | Люсиен Пети-Бретон (1/2)                      | стартира през 1935                                 |
| 1908   | стартира през 1909                                             | Люсиен Пети-Бретон (2/2)                      | стартира през 1935                                 |
| 1909   | Луиджи Гана                                                    | Франсоа Фабер                                 | стартира през 1935                                 |
| 1910   | Карло Галети(1/3)                                              | Октав Лапиз                                   | стартира през 1935                                 |
| 1911   | Карло Галети (2/3)                                             | Густав Гаригу                                 | стартира през 1935                                 |
| 1912   | Отбор Атала Карло Галети(3/3) Джовани Микелето Еберардо Павези | Одил Дефрайе                                  | стартира през 1935                                 |
| 1913   | Карло Ориани                                                   | Филип Тис (1/3)                               | стартира през 1935                                 |
| 1914   | Алфонсо Калцолари                                              | Филипп Тис (2/3)                              | стартира през 1935                                 |
| 1915   | не се провеждат заради Първата световна война                  | не се провеждат заради Първата световна война | стартира през 1935                                 |
| 1916   | не се провеждат заради Първата световна война                  | не се провеждат заради Първата световна война | стартира през 1935                                 |
| 1917   | не се провеждат заради Първата световна война                  | не се провеждат заради Първата световна война | стартира през 1935                                 |
| 1918   | не се провеждат заради Първата световна война                  | не се провеждат заради Първата световна война | стартира през 1935                                 |
| 1919   | Костанте Джирарденго(1/2)                                      | Фирмин Ламбо (1/2)                            | стартира през 1935                                 |
| 1920   | Гаетано Беллони (1/2)                                          | Филипп Тис (3/3)                              | стартира през 1935                                 |
| 1921   | Джовани Брунеро (1/3)                                          | Леон Сьор (2/2)                               | стартира през 1935                                 |
| 1922   | Джовани Брунеро (2/3)                                          | Фирмин Ламбо(2/2)                             | стартира през 1935                                 |
| 1923   | Костанте Джирарденго (2/2)                                     | Анри Пелисие                                  | стартира през 1935                                 |
| 1924   | Джузепе Енричи                                                 | Отавио Ботекия (1/2)                          | стартира през 1935                                 |
| 1925   | Алфредо Бинда (1/5)                                            | Отавио Ботекия (2/2)                          | стартира през 1935                                 |
| 1926   | Джовани Брунеро (3/3)                                          | Люсиен Бюсе                                   | стартира през 1935                                 |
| 1927   | Алфредо Бинда (2/5)                                            | Николас Франц(1/2)                            | стартира през 1935                                 |
| 1928   | Алфредо Бинда (3/5)                                            | Николас Франц(2/2)                            | стартира през 1935                                 |
| 1929   | Алфредо Бинда (4/5)                                            | Морис Девеле\|BEL}}                           | стартира през 1935                                 |
| 1930   | Луиджи Маркизио                                                | Андре Ледюк (1/2)                             | стартира през 1935                                 |
| 1931   | Франческо Камусо                                               | Антонин Мане (1/2)                            | стартира през 1935                                 |
| 1932   | Антонио Песенти                                                | Андре Ледюк (2/2)                             | стартира през 1935                                 |
| 1933   | Алфредо Бинда (5/5)                                            | Георг Шпейхер                                 | стартира през 1935                                 |
| 1934   | Леарко Гуера                                                   | Антонин Мане (2/2)                            | стартира през 1935                                 |
| 1935   | Васко Бергамаски                                               | Ромен Маес\|                                  | Густаф Делор (1/2)                                 |
| 1936   | Джино Бартали (1/5)                                            | Силвер Маес (1/2)                             | Густаф Делор (2/2)                                 |
| 1937   | Джино Бартали (2/5)                                            | Роже Лапеби                                   | Не се провежда заради Гражданската война в Испания |
| 1938   | Джовани Валети (1/2)                                           | Джино Бартали (3/5)                           | Не се провежда заради Гражданската война в Испания |
| 1939   | Джовани Валети (2/2)                                           | Силвер Маес (2/2)                             | Не се провежда заради Гражданската война в Испания |
| 1940   | Фаусто Копи (1/7)                                              |                                               | Не се провежда заради Гражданската война в Испания |
| 1941   | Не се провежда заради Втората световна война                   | Не се провежда заради Втората световна война  | Хулиан Беррендеро(1/2)                             |
| 1942   | Не се провежда заради Втората световна война                   | Не се провежда заради Втората световна война  | Хулиан Беррендеро(2/2)                             |
| 1943   | Не се провежда заради Втората световна война                   | Не се провежда заради Втората световна война  | Не се провежда през Втората световна война         |
| 1944   | Не се провежда заради Втората световна война                   | Не се провежда заради Втората световна война  | Не се провежда през Втората световна война         |
| 1945   | Не се провежда заради Втората световна война                   | Не се провежда заради Втората световна война  | Делио Родригес                                     |
| 1946   | Джино Бартали (4/5)                                            |                                               | Далмасио Лангарика                                 |
| 1947   | Фаусто Копи (2/7)                                              | Жан Робич                                     | Едвард ван Дайк                                    |
| 1948   | Фиоренцо Мани (1/3)                                            | Джино Бартали (5/5)                           | Бернардо Руис                                      |
| 1949   | Фаусто Копи (3/7)                                              | Фаусто Копи (4/7)                             | Не се провежда поради липса на интерес             |
| 1950   | Хюго Коблет (1/2)                                              | Фердинанд Кюблер                              | Eмилио Родригес                                    |
| 1951   | Фиоренцо Мани (2/3)                                            | Хюго Коблет (2/2)                             | Не се провежда поради липса на интерес             |
| 1952   | Фаусто Копи (5/7)                                              | Фаусто Копи (6/7)                             | Не се провежда поради липса на интерес             |
| 1953   | Фаусто Копи (7/7)                                              | Луисон Бобе (1/3)                             | Не се провежда поради липса на интерес             |
| 1954   | Карло Клеричи                                                  | Луисон Бобе (2/3)                             | Не се провежда поради липса на интерес             |
| 1955   | Фиоренцо Мани (3/3)                                            | Луисон Бобе (3/3)                             | Жан Дото                                           |
| 1956   | Шарли Гол (1/3)                                                | Роже Валковяк                                 | Анджело Контерно                                   |
| 1957   | Гастоне Ненчини (1/2)                                          | Жак Анкетил (1/8)                             | Хесус Лороньо                                      |
| 1958   | Эрколе Бальдини                                                | Шарли Гол (2/3)                               | Жан Стаблински                                     |
| 1959   | Шарли Гол (2/3)                                                | Федерико Баамонтес                            | Антонио Суарес                                     |
| 1960   | Жак Анкетил (2/8)                                              | Гастоне Ненчини (2/2)                         | Франц Де Мулдер                                    |
| 1961   | Арналдо Памбианко                                              | Жак Анкетил (3/8)                             | Андхелино Солер                                    |
| 1962   | Франко Балмамион (1/2)                                         | Жак Анкетил (4/8)                             | Руди Алтиг                                         |
| 1963   | Франко Балмамион (2/2)                                         | Жак Анкетил (5/8)                             | Жак Анкетил (6/8)                                  |
| 1964   | Жак Анкетил (7/8)                                              | Жак Анкетил (8/8)                             | Раймон Полидор                                     |
| 1965   | Витторио Адорни                                                | Феличе Джимонди (1/5)                         | Ролф Волфшол                                       |
| 1966   | Джанни Мота                                                    | Люсиен Аймар                                  | Франсиско Габика                                   |
| 1967   | Феличе Джимонди (2/5)                                          | Роже Пинжон (1/2)                             | Ян Янсен (1/2)                                     |
| 1968   | Еди Меркс (1/11)                                               | Ян Янсен (1/2)                                | Феличе Джимонди (3/5)                              |
| 1969   | Феличе Джимонди (4/5)                                          | Еди Меркс (2/11)                              | Роже Пинжон (2/2)                                  |
| 1970   | Еди Меркс (3/11)                                               | Еди Меркс (4/11)                              | Луис Оканя (1/2)                                   |
| 1971   | Гьоста Петершон                                                | Еди Меркс (5/11)                              | Фердинанд Браке                                    |
| 1972   | Еди Меркс (6/11)                                               | Еди Меркс (7/11)                              | Хосе Мануел Фуенте (1/2)                           |
| 1973   | Еди Меркс (8/11)                                               | Луис Оканя (2/2)                              | Еди Меркс (9/11)                                   |
| 1974   | Еди Меркс (10/11)                                              | Еди Меркс (11/11)                             | Хосе Мануел Фуенте (2/2)                           |
| 1975   | Фаусто Бертолио                                                | Бернар Тевене (1/2)                           | Аугустин Тамамес                                   |
| 1976   | Феличе Джимонди (5/5)                                          | Люсиен Ван Имп                                | Хосе Песародона                                    |
| 1977   | Мишел Поллентие                                                | Бернар Тевене (2/2)                           | Фреди Мартенс                                      |
| 1978   | Йохан де Мюйнк                                                 | Бернар Ино (1/10)                             | Бернар Ино (2/10)                                  |
| 1979   | Джузепе Сарони (1/2)                                           | Бернар Ино (3/10)                             | Йоп Зутемелк (1/2)                                 |
| 1980   | Бернар Ино (4/10)                                              | Йоп Зутемелк (2/2)                            | Фаустино Руперес                                   |
| 1981   | Джовани Баталин (2/2)                                          | Бернар Ино (5/10)                             | Джовани Баталин (1/2)                              |
| 1982   | Бернар Ино (6/10)                                              | Бернар Ино (7/10)                             | Мариано Лехарета                                   |
| 1983   | Джузепе Сарони (2/2)                                           | Лоран Финьон (1/3)                            | Бернар Ино (8/10)                                  |
| 1984   | Франческо Мозер                                                | Лоран Финьон (2/3)                            | Eрик Кариту                                        |
| 1985   | Бернар Ино (9/10)                                              | Бернар Ино (10/10)                            | Педро Делгадо (1/3)                                |
| 1986   | Роберто Висентини                                              | Грег Лемонд (1/3)                             | Алваро Пино                                        |
| 1987   | Стивън Роуч (1/2)                                              | Стивън Роуч (2/2)                             | Луис Херера                                        |
| 1988   | Андрю Хампстен                                                 | Педро Делгадо (2/3)                           | Шон Кели                                           |
| 1989   | Лоран Финьон (3/3)                                             | Грег Лемонд (2/3)                             | Педро Делгадо (2/3)                                |
| 1990   | Джани Буньо                                                    | Грег Лемонд (3/3)                             | Марко Джованети                                    |
| 1991   | Франко Чокиоли                                                 | Мигел Индурайн (1/7)                          | Мелхор Маури                                       |
| 1992   | Мигел Индурайн (2/7)                                           | Мигел Индурайн (3/7)                          | Тони Ромингер (1/4)                                |
| 1993   | Мигел Индурайн (4/7)                                           | Мигел Индурайн (5/7)                          | Тони Ромингер (2/4)                                |
| 1994   | Евгений Берзин                                                 | Мигел Индурайн (6/7)                          | Тони Ромингер (3/4)                                |
| 1995   | Тони Ромингер (4/4)                                            | Мигел Индурайн (6/7)                          | Лоран Жалабер                                      |
| 1996   | Павел Тонков                                                   | Бярне Рийс                                    | Алекс Цуле (1/2)                                   |
| 1997   | Иван Готи (1/2)                                                | Ян Улрих (1/2)                                | Алекс Цуле (2/2)                                   |
| 1998   | Марко Пантани (1/2)                                            | Марко Пантани (1/2)                           | Абрахам Олано                                      |
| 1999   | Иван Готи (2/2)                                                | [ Без победител 1 ]                           | Ян Улрих (2/2)                                     |
| 2000   | Стефано Гарцели                                                | [ Без победител 1 ]                           | Роберто Ерас (1/3)                                 |
| 2001   | Джилберто Симони (1/2)                                         | [ Без победител 1 ]                           | Анхел Касеро                                       |
| 2002   | Паоло Саволдели (1/2)                                          | [ Без победител 1 ]                           | Айтор Гонсалес                                     |
| 2003   | Джилберто Симони (2/2)                                         | [ Без победител 1 ]                           | Роберто Ерас (2/3)                                 |
| 2004   | Дамяно Кунего                                                  | [ Без победител 1 ]                           | Роберто Ерас (3/3)                                 |
| 2005   | Паоло Саволдели (2/2)                                          | [ Без победител 1 ]                           | Денис Меншов (1/3)                                 |
| 2006   | Иван Басо (1/2)                                                | Оскар Перейро                                 | Александър Винокуров                               |
| 2007   | Данило Ди Лука                                                 | Алберто Контадор (1/7)                        | Денис Меншов (2/3)                                 |
| 2008   | Алберто Контадор (2/7)                                         | Карлос Састре                                 | Алберто Контадор (3/7)                             |
| 2009   | Денис Меншов (2/3)                                             | Алберто Контадор (4/7)                        | Алехандро Валверде                                 |
| 2010   | Иван Бассо (2/2)                                               | Анди Шлек                                     | Винченцо Нибали (1/4)                              |
| 2011   | Микеле Скарпони                                                | Кадел Еванс                                   | Крис Фрум (1/7)                                    |
| 2012   | Райдър Хешедал                                                 | Брадли Уиггинс                                | Алберто Контадор (5/7)                             |
| 2013   | Винченцо Нибали (2/4)                                          | Крис Фрум (2/7)                               | Крис Хорнер                                        |
| 2014   | Наиро Кинтана (1/2)                                            | Винченцо Нибали (3/4)                         | Алберто Контадор (6/7)                             |
| 2015   | Алберто Контадор (7/7)                                         | Крис Фрум (3/7)                               | Фабио Ару\|ITA}}                                   |
| 2016   | Винченцо Нибали (4/4)                                          | Крис Фрум (4/7)                               | Найро Кинтана (2/2)                                |
| 2017   | Том Дюмулен                                                    | Крис Фрум (5/7)                               | Крис Фрум (6/7)                                    |
| 2018   | Крис Фрум (7/7)                                                | Герант Томас                                  | Саймън Йейтс                                       |
| 2019   | Ричард Карапас                                                 | Eган Бернал (1/2)                             | Примож Роглич (1/3)                                |
| 2020   | Тео Гейган Харт                                                | Тадей Погачар (1/2)                           | Примож Роглич (2/3)                                |
| 2021   | Эган Бернал (2/2)                                              | Тадей Погачар (2/2)                           | Примож Роглич (3/3)                                |
| 2022   | Джей Хиндли                                                    | Йонас Вингегор                                | Ремко Евенепул                                     |
| 2023   | Примож Роглич                                                  | Йонас Вингегор                                | Сеп Къс                                            |